# Баттерстаун
Баттерстаун (англ. Batterstown; ирл. Baile an Bhóthair) — деревня в Ирландии, находится в графстве Мит (провинция Ленстер). Расположена в 23 километрах от Дублина. Железнодорожная станция была открыта в 1863 году и закрыта в 1963 году.